# Paul Rubardt
Paul Friedrich Hermann Rubardt (* 3. Juni 1892 in Bremerhaven-Geestemünde; † 17. Dezember 1971 in Leipzig) war ein deutscher Musikwissenschaftler und Musikpädagoge.

## Leben und Werk
Paul Rubardt promovierte 1920 in Leipzig mit einer Arbeit über Vincent Lübeck.
Paul Rubardt war ab 1923 als Orgelexperte, Musikschriftsteller und Musikpädagoge tätig. Als Orgelfachmann leitete er zahlreiche Restaurierungen alter Orgeln. Zum 1. Mai 1933 trat er der NSDAP bei (Mitgliedsnummer 2.383.055). Von 1953 bis 1967 wirkte Rubardt als Kustos am Musikinstrumentenmuseum und als Lehrbeauftragter am Institut für Musikwissenschaft der Universität Leipzig.
Paul Rubardt veröffentlichte Alte Orgeln erklingen wieder (Kassel 1936), Das Gohliser Schlößchen (Leipzig 1940), Die Silbermannorgeln in Rötha (Leipzig 1953), Kamenzer Orgelbuch (mit einem Beitrag von P. Rubardt, Kamenz 1953), Führer durch das Musikinstrumentenmuseum der Universität Leipzig (Leipzig 1955), zahlreiche Aufsätze vor allem in MuK und ZfI sowie Artikel im MGG. Darüber hinaus gab er die 6 Suiten für Violoncello von Johann Sebastian Bach heraus.